# Tinatin Planitia
Tinatin Planitia est une plaine située sur Vénus dans le quadrangle d'Alpha Regio. Elle a été nommée en référence à Tinatine, héroïne d'une épopée géorgienne, Le Chevalier à la peau de panthère.